# Bagnarolo
Bagnarolo è una frazione del comune cremonese di Gadesco-Pieve Delmona posta a nordest del centro abitato.

## Storia
La località era un piccolo villaggio agricolo di antica origine del Contado di Cremona con 85 abitanti a metà Settecento.
In età napoleonica, dal 1810 al 1816, Bagnarolo fu già frazione di Gadesco, recuperando però l'autonomia con la costituzione del Regno Lombardo-Veneto.
All'unità d'Italia nel 1861, il comune contava 174 abitanti.
Nel 1866 il comune di Bagnarolo venne annesso dal comune di Pieve Delmona, che poi decenni dopo si unirà a sua volta a Gadesco.